# Moszczaniec (potok)
Moszczaniec – potok w Beskidzie Niskim, w województwie podkarpackim, w powiecie sanockim, w gminie Komańcza, lewobrzeżny dopływ Wisłoka. Długość ok. 9 km. Według wykazu GUGiK dolny bieg nosi nazwę Surowica. Przez miejscową ludność nazywany był Jasełko, co miało związek z jego czystą, jasną wodą.
Źródła na wysokości ok. 650 m n.p.m. na stokach wzgórz leżących na południe od miejscowości Moszczaniec, a ograniczających od wschodu dolinę górnego biegu Jasiołki. Płynie po zachodniej stronie pasma Kiczery. Spływa generalnie w kierunku północnym, poniżej Moszczańca w kierunku północno-zachodnim, a następnie północno-wschodnim, po czym w Surowicy, na wysokości ok. 425 m n.p.m., uchodzi do Wisłoka.